# 圣若瑟堂 (波城)

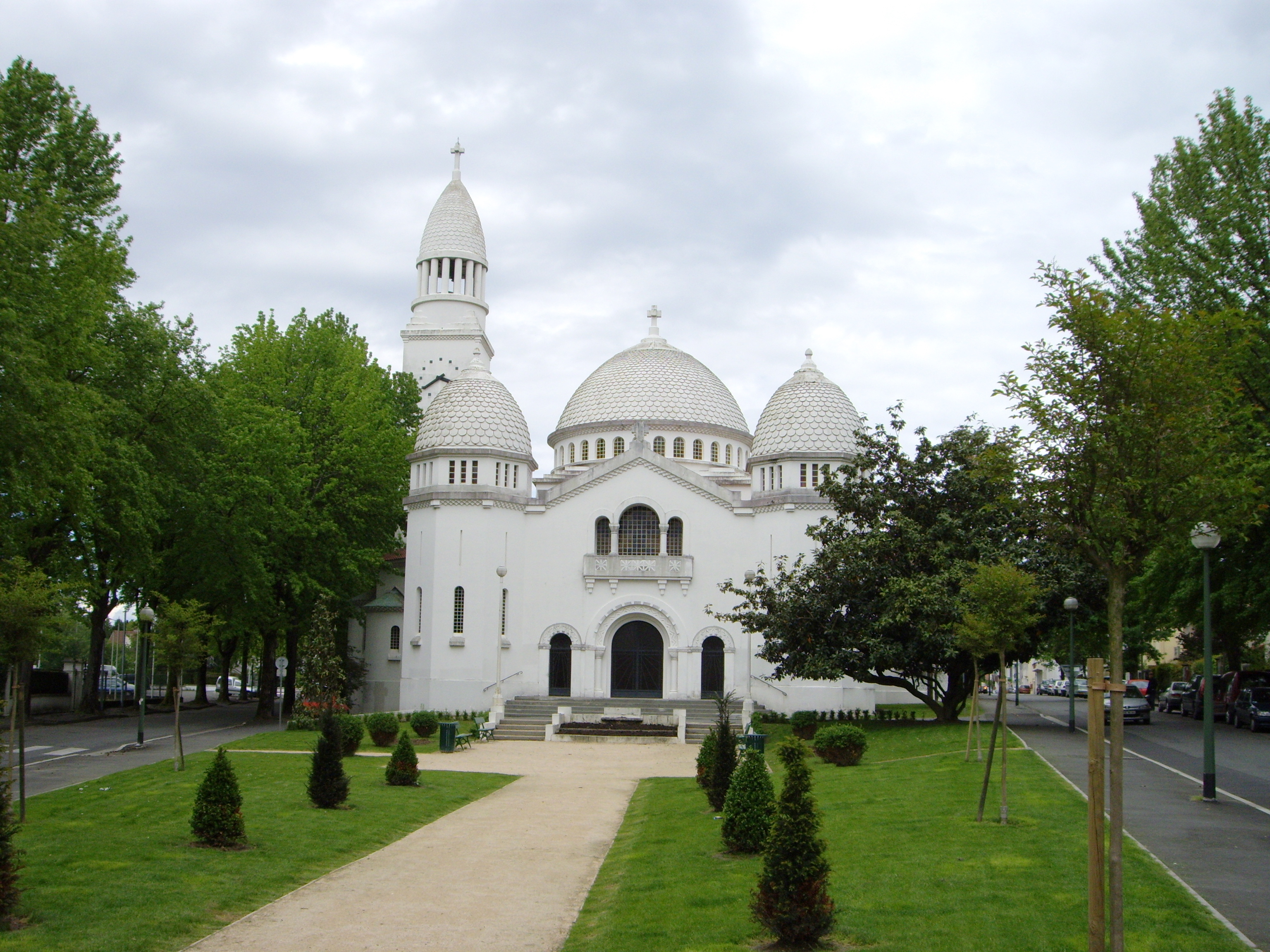

圣若瑟堂（法語：Église Saint-Joseph）是一座罗马天主教教堂，位于法国大西洋比利牛斯省波城。该堂奉圣若瑟为主保，属于天主教巴约讷教区。1935年10月27日，Houbaut 主教为该堂祝圣。
2000年12月14日，该建筑列入法国历史遗迹。
主日弥撒在上午10:30举行，工作日的弥撒在下午6:30举行。